# Marija Šestić
Marija Šestić (en serbe cyrillique : Марија Шестић), née le 5 mai 1987 à Banja Luka, l'actuelle capitale de la république serbe de Bosnie, est une chanteuse et une musicienne bosnienne d'origine serbe. Elle a représenté la Bosnie-Herzégovine au Concours Eurovision de la chanson 2007 à Helsinki, en Finlande. Avec sa chanson Rijeka bez imena (« la rivière sans nom »), elle a recueilli un total de 106 points, ce qui l'a placée à la 11e place sur 24 concurrents.
Marija Šestić a obtenu un accueil très favorable dans les festivals de son pays ; elle a également été la première chanteuse de l'ex-Yougoslavie à apparaître sur la chaîne de télévision MTV Europe. Elle avait tenté une première fois sa chance en se présentant à la compétition pour l'Eurovision 2005 ; avec sa chanson Dans ce monde, elle avait terminé à la 4e lors des sélections nationales. 
Son père, Dušan Šestić, a composé l'hymne national de la Bosnie-Herzégovine, Intermeco.

## Récompenses
- Festival des jeunes talents - Zenica, Bosnie-Herzégovine - 1re place trois ans d'affilée.
- Festival Jour de Saint-Georges - Banja Luka, république serbe de Bosnie, Bosnie-Herzégovine 3e place en 1995, 1re place en 1996.
- Naša radost - Podgorica, Monténégro - prix spécial d'interprétation en 1998.
- Zlatno zvonce - Novi Sad, Voïvodine, Serbie - 1er prix d'interprétation en  1999.
- Festival pop international de Banja Luka - Best Newcomer Award en 2003.
- Festival international The Golden Star - Bucarest, Roumanie - 1er prix d'interprétation en 2004.
- Festival pop international de Banja Luka - 2e place en 2005.